# Dixie Kid
Dixie Kid (* 23. Dezember 1883 als Aaron Lister Brown in Fulton, Missouri; † 6. April 1934 in Los Angeles, Kalifornien) war ein US-amerikanischer Boxer.

## Profikarriere
Der Weltergewichtler Dixie Kid, ein unorthodoxer Konterboxer, der seine Gegner meist mit tief hängender Deckung provozierte, wurde 1900 Profi. Am 29. April 1904 gewann er im ersten Weltmeisterschaftskampf zweier Schwarzer durch einen mutmaßlich verschobenen Kampf den Weltmeistertitel gegen den legendären Joe Walcott aus Barbados. Walcott wurde in der zwanzigsten Runde scheinbar grundlos disqualifiziert und der Ringrichter soll auf einen Sieg des Dixie Kid gewettet haben. Nur zwei Wochen später gab es einen unentschiedenen Rückkampf und der Titel blieb bei Dixie.
Wie lange er Weltmeister blieb ist umstritten, da er häufig gegen größere Boxer antrat und Walcott sich kurz darauf wieder Weltmeister nannte, manche Historiker bezeichnen ihn als Weltmeister bis 1908.
Er kämpfte unter anderem gegen Jimmy Clabby, Mike „Twin“ Sullivan, Willie Lewis, Sam Langford und Georges Carpentier, den er 1911 in Frankreich KO schlug.
Im Jahr 2002 wurde Kid in die International Boxing Hall of Fame aufgenommen.